# Oathbringer
Oathbringer ist der dritte von fünf Romanen (in der deutschen Übersetzung sind es jeweils 2 Bücher) im High-Fantasy-Zyklus Die Sturmlicht-Chroniken des US-amerikanischen Autors Brandon Sanderson. Er wurde erstmals 2017 veröffentlicht. Auf Deutsch wurde der Roman in zwei Bänden unter den Titeln Der Ruf der Klingen und Die Splitter der Macht publiziert, die in der Übersetzung durch Michael Siefener 2018 und 2019 bei Heyne erschienen.

## Entwicklung
Das dritte Buch trug zunächst den Titel „Stones Unhallowed“ mit Szeth-Sohn-Sohn-Vallano als Schwerpunkt, dann „Skybreaker“ und schließlich Oathbringer mit dem Fokus auf Dalinar Kholin.
Vor der Veröffentlichung von Oathbringer wurden mehrere Kapitel und Zwischenspiele in Blog-Posts gepostet, in Conventions gelesen und in einer Anthologie veröffentlicht. Sanderson hat auf Reddit zahlreiche Updates über seine Fortschritte bei dem Buch bereitgestellt. Am 9. Dezember 2016, drei Wochen nach seinem fünften Update, gab Tor bekannt, dass Sanderson seinen ersten Entwurf mit 461.223 Wörtern fertiggestellt hat. Am 15. März 2017 hat Sanderson den dritten von fünf geplanten Entwürfen mit insgesamt 514.000 Wörtern fertiggestellt.
Am 15. Juni 2017 hat Sanderson den fünften und letzten Entwurf fertiggestellt und es geschafft, ihn auf 450.000 Wörter zu reduzieren. Am 27. Juni 2017 veröffentlichte Tor einen Blog-Beitrag, der den Prozess des Beta-Lesens für Oathbringer detailliert beschreibt, in dem Beta-Leser ihre unmittelbaren Reaktionen auf einen bestimmten Punkt in der Geschichte geben und nach Kontinuität beurteilen. Aufgrund der Länge des Buches musste Tor einen anderen Buchbinder beauftragen, als den, der Words of Radiance druckte und band.
Nachdem er erkannte, dass das Buch mehr Zeit in Anspruch nahm, als ursprünglich geplant, schrieb Sanderson eine Novelle mit dem Titel Die Tänzerin am Abgrund mit Lift als Hauptcharakter; zuerst am 22. November 2016 in Arcanum Unbounded: The Cosmere Collection veröffentlicht, einer Anthologie von Cosmere-Kurzgeschichten.
Am 16. März 2017 enthüllte Tor Books das Cover von Oathbringer, gemalt von Michael Whelan. Es zeigt Jasnah Kholin, wie sie eine Stadt gegen eine Invasion verteidigt. Sie greift nach einer Splitterklinge, während sie gleichzeitig ein großes Loch in der Stadtmauer auslöst, das von einem Donnerschlag herrührt. Drei Tage später veröffentlichte Tor einen Blogbeitrag, in dem Details des Covers und dessen Zusammenhang zur Handlung des Buches diskutiert wurden.

## Kritiken
Die Serie wurde überwiegend positiv aufgenommen. Die Kritikerin Samantha Nelson beschreibt den Roman als von seinem Ehrgeiz belastet und weniger komplex als seine Vorgänger.
Während Rezensionen bei Tor.com den Roman fesselnd finden, schreibt Martin Cahill: "Es ist ein Triumph eines Romans, und wenn Sie die ersten beiden genossen haben, werden Sie Oathbringer sicherlich genießen."
Publishers Weekly beschrieb den Roman auch im Hinblick auf seine Beziehung zu den anderen Büchern des Zyklus und schrieb: „Sanderson balanciert erfolgreich die Einführung neuer Elemente und die zufriedenstellende Auflösung einiger Fäden, sodass die Fans gespannt auf das nächste Buch in der Reihe warten können.“
Die Rezension in Paste von Frannie Jackson vergleicht den Roman mit dem ausschweifenden Geschichtenerzählen von Robert Jordan und beschreibt den Roman als "strotzend vor mehr als genug Magie und Mysterium, um die Leser bis zur Veröffentlichung des vierten Romans zu überfluten."

## Ausgaben
- Oathbringer. Tor, 2017, ISBN 978-0-7653-2637-9.
  - Der Ruf der Klingen. Heyne, 2018, ISBN 978-3-453-27038-1.
  - Die Splitter der Macht. Heyne, 2019, ISBN 978-3-453-27039-8.

### Hörbuch
- Der Ruf der Klingen. Random House Audio, 2018, gelesen von Detlef Bierstedt
- Die Splitter der Macht. Random House Audio, 2019, gelesen von Detlef Bierstedt[17]